# Arenaria barbata
Arenaria barbata är en nejlikväxtart som beskrevs av Adrien René Franchet. Arenaria barbata ingår i släktet narvar, och familjen nejlikväxter. Utöver nominatformen finns också underarten A. b. hirsutissima.